# Жан-Батист Дюма
Жан-Бати́ст Анре́ Дюма́ (фр. Jean-Baptiste Andre Dumas; 14 липня 1800, Але, департамент Гар — 11 квітня 1884, Канни) — французький хімік.

## Біографія
У юності навчався аптекарській справі; у 1816 році відправився до Женеви, де працював помічником фармацевта. Закінчивши Женевський університет, в 1823 році перебрався до Парижу, де до 1840 року працював в Політехнічній школі; у 1835 році став професором. Одночасно Дюма викладав в Сорбонні (1832—1868), Центральній школі мистецтв і ремесел (1829—1852), одним із засновників якої він був, і у Вищій медичній школі (з 1839 року).
З 1832 року став членом Паризької АН, а в 1868 став її неодмінним секретарем. У 1859 Дюма став президентом Французького хімічного товариства. З 1840 року — член Лондонского королівського товариства, з 1845 — іноземний член-кореспондент Петербурзької АН, з 1880 — член Берлінської АН. У 1844 Лондонське королівське товариство нагородило Дюма медаллю Коплі. У 1849—1851 роках він був міністром сільського господарства і комерції Франції. Був членом Сенату (1856), президентом муніципальної ради Парижа (1859), начальником Монетного двору (1868). Кавалер ордена Почесного легіону (1863).

## Наукова робота
Наукові роботи Дюма відносяться в основному до області органічної хімії. У 1826 році він запропонував спосіб визначення щільності пари, за допомогою якого визначив атомну масу кількох елементів; проте Дюма не робив чіткої відмінності між атомом і молекулою, що привело його до помилкових висновків. У 1830 році він запропонував об'ємний спосіб кількісного визначення азоту в органічних сполуках (метод Дюма).
У 1827 Дюма встановив склад ацетону і естерів; спільно з французьким хіміком П. Булле прийшов до висновку, що ефірі, винному спирті й етилені міститься однаковий радикал, який Якоб Берцеліус назвав етерином. Дюма вважав етерин основою, подібною аміаку. Ці уявлення були розвинені в етеринну теорію — одну з теорій «складних радикалів».
У 1833—1834 він вивчав дію хлору на органічні сполуки і сформулював емпіричні правила заміщення водню хлором (реакція металепсії). У 1835 спільно з французьким хіміком Еженом Пеліго провів дослідження деревного спирту, і, зіставивши його склад і властивості з складом і властивостями винного спирту, заклав уявлення про клас спиртів. У 1839 спільно з Пеліго встановив, що жири є естерами. Отримавши в тому ж році трихлороцтову кислоту, висловив припущення, що будь-які елементи в хімічних сполуках можуть бути заміщені іншими. Ґрунтуючись на результатах своїх досліджень по металептичному заміщенню водню хлором, запропонував відмовитися від електрохімічного дуалізму Берцеліуса і висунув першу теорію типів.
Дюма також визначив емпіричну формулу індиго (1841), встановив існування першого гомологічного ряду в органічній хімії — ряду мурашиної кислоти (1843). У 1847 вперше отримав нітрили і розробив загальний метод їх синтезу. Крім органічної хімії, він вивчав вплив їжі на хімічний склад молока різних тварин і хімічний склад крові, займався також питаннями шовківництва, брав участь в заходах щодо боротьби з філоксерою. У 1851—1959 роках Дюма, як і дещо раніше німецький лікар Макс фон Петтенкофер, спробував знайти у хімічних елементів співвідношення, подібні тим, що виявляються в гомологічних рядах органічних сполук. Він показав, що атомні маси хімічно схожих елементів зазвичай відрізняються один від одного на величину, кратну восьми.